# Aglaia pleuropteris
Aglaia pleuropteris – gatunek rośliny z rodziny meliowatych (Meliaceae). Niewielkie drzewo odkryte w XIX wieku w Wietnamie i od tego czasu nieobserwowane (z wyjątkiem niepotwierdzonych doniesień z Kambodży). Gatunek umieszczony w Czerwonej Księdze IUCN jako takson krytycznie zagrożony, z adnotacją o prawdopodobnym wyginięciu.